# Zork
Zork – seria gier komputerowych, będąca jako jedna z pierwszych z gatunku fikcji interaktywnej. Pierwsza wersja Zorka została napisana w latach 1977–1979 przez Tima Andersona, Marca Blanka, Bruce’a Danielsa i Dave’a Leblinga, na komputerze DEC PDP-10 w języku programowania MDL. Wszyscy czterej studiowali wówczas na MIT.
Słowo „Zork” wywodzi się z terminologii, stosowanej wówczas w żargonie hackerskim na MIT i oznaczało niedokończony program.
Programiści ukończoną grę planowali nazwać Dungeon, ale termin Zork przylgnął do projektu.
Trzech programistów Zorka założyło w 1979 r. firmę Infocom, która wydała potem wiele gier, opartych na serii. Pierwotna trylogia Zork I-III została wydana na większość, popularnych wówczas, komputerów osobistych: Apple II, Commodore 64, ośmiobitowe komputery Atari, TRS-80, CP/M i na IBM PC.
Zork I został wydany na dyskietkach formatu 5¼ cala i 8 cali. Do odtwarzania Zorka Joel Berez i Marc Blank napisali wyspecjalizowaną maszynę wirtualną, nazwaną Z-machine.
Trylogia została napisana w Zork Implementation Language, języku podobnym do Lispu.
Pierwszy interpreter kodu źródłowego Zork Implementation Language został napisany przez Scotta Cutlera na komputer TRS-80.
Pierwsza część trylogii została pierwotnie opublikowana przez firmę Personal Software w 1980 r. pod nazwą Zork. Potem dystrybucją wszystkich swoich gier Infocom zajął się sam. Częścią powodu, dla którego gra została rozbita na trzy części, była mała ilości pamięci, dostępnej wówczas na komputerach domowych.
Zork rozgrywa się w podziemnym labiryncie. Gracz wciela się w bezimiennego poszukiwacza przygód, którego celem jest gromadzenie skarbów, ukrytych w pieczarach. W pieczarach napotkać można różne osobliwe istoty i przedmioty, na przykład grue – czającego się w mroku stwora o wątpliwej proweniencji, bądź zorkmidy, miejscową walutę.

## SeriaZork

### Pierwotna trylogia
- Zork I: The Great Underground Empire (1980)
- Zork II: The Wizard of Frobozz (1981)
- Zork III: The Dungeon Master (1982)

### Następne części
- Trylogia The Enchanter
  - Enchanter (1983)
  - Sorcerer (1984)
  - Spellbreaker (1985)

- Pozycja poboczna
  - Wishbringer (1985)

- Seria Zork Quest
  - Zork Quest: Assault on Egreth Castle (1988)
  - Zork Quest: The Crystal of Doom (1989)

- Zork Anthology (zawiera pierwotną trylogię)

- - Beyond Zork (1987)
  - Zork Zero: The Revenge of Megaboz (1988, tekstowo-graficzna)

- Gry wydane w latach 90.
  - Return to Zork (1993, wydana przez Infocom/Activision, graficzna)
  - Zork: Nemesis (1996, wydana przez Activision, graficzna)
  - Zork Grand Inquisitor (1997, wydana przez Activision, graficzna)
  - Zork: The Undiscovered Underground (1997, wydana przez Activision)

### Późniejsze kompilacje
W 1991 roku firma Activision wydała The Lost Treasures of Infocom, kompilację, zawierającą 20 gier, w tym pierwotną trylogię Zork I-III, trylogię Enchanter, Beyond Zork i Zork Zero. W 1992 r. wydano drugą część, na której zamieszczono grę Wishbringer i dziesięć innych gier
W 1996 r. wydano następną kompilację – Classic Text Adventure Masterpieces of Infocom, która zawierała wszystkie tekstowe gry związane z serią Zork: trylogie Zork i Enchanter i gry Wishbringer, Beyond Zork i Zork Zero.
W latach 1989–1991 wydawnictwo Avon Books opublikowało sześć książek, opartych na serii Zork.

## Zork w mediach
W serialu telewizyjnym produkcji NBC „Chuck”, główny bohater – Chuck Bartowski zafascynowany był grą Zork, co doprowadziło to tego, iż on i jego współlokator Bryce Larkin, na uniwersytecie Stanford napisali swoją własną wersję tego tytułu. Jeden z dialogów został potem użyty do zakodowania wiadomości którą Chuck otrzymał od umierającego przyjaciela.

## Polecenia
Analizator składniowy gier Zork umożliwia formułowanie nie tylko prostych poleceń, typu „take lamp” (weź lampę), ale i poleceń złożonych, na przykład „put the lamp and sword in the backpack” (włóż lampę i miecz do plecaka), „look under the rug” (zajrzyj pod dywan), albo „drop all except book” (wyrzuć wszystko, oprócz książki). Gra rozumie wiele słów, na przykład „take” (zabierz), „drop” (wyrzuć), „examine” (obejrzyj), „attack” (atakuj), „climb” (wspinaj się), „open” (otwórz), „close” (zamknij), „count” (policz) i wiele innych. Można również używać poleceń typu „save” (zapisz) i „restore” (wczytaj), „script” i „unscript” (włączenie i wyłączenie zapisu lub drukowania przebiegu sesji) i „quit” (zakończ grę).